# Deltocephalus barcalus
Deltocephalus barcalus är en insektsart som beskrevs av Delong 1984. Deltocephalus barcalus ingår i släktet Deltocephalus och familjen dvärgstritar. Inga underarter finns listade i Catalogue of Life.